# Geranium tuberaria
Geranium tuberaria är en näveväxtart som beskrevs av Venceslas Victor Jacquemont och Cambess. in Jacquem.. Geranium tuberaria ingår i släktet nävor, och familjen näveväxter. Inga underarter finns listade i Catalogue of Life.